# Helmi-stroom

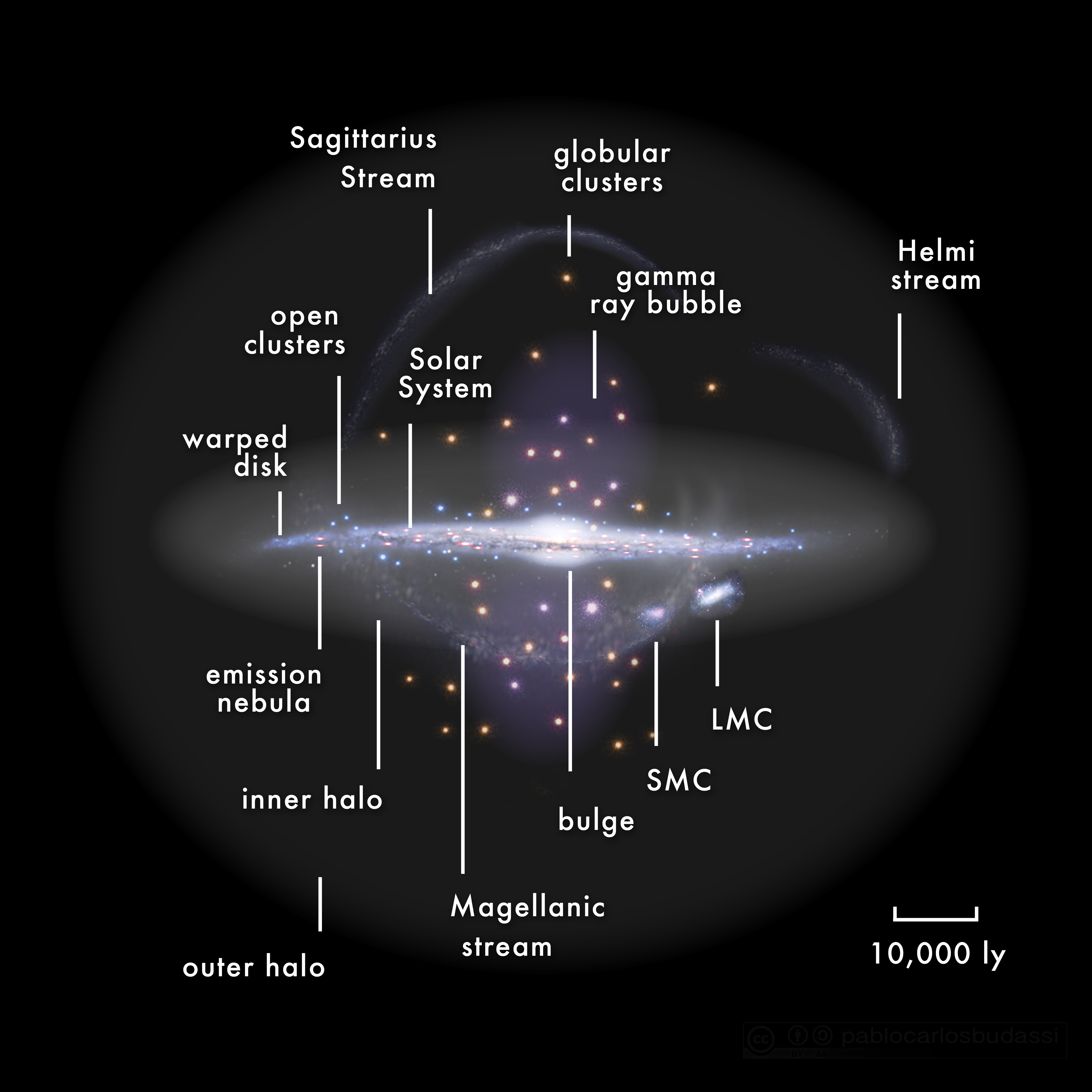
De locatie van de Helmi-stroom in de Melkweg (rechtsboven)

De Helmi-stroom is een sterrenstroom die zich bevindt in de buitenste laag van het Melkwegstelsel. De stroom is een overblijfsel van een dwergsterrenstelsel dat ca. 6 tot 9 miljard jaar geleden werd opgeslokt door de Melkweg en uitelkaar getrokken is door het getijdenveld van de Melkweg. 
De stroom is vernoemd naar Amina Helmi, die deze samen met haar team in 1999 ontdekte.
De stroom bevindt zich tussen 7 en 16 kpc van het Galactisch centrum en 13 kpc van het Galactisch vlak. Hij bestaat uit oude metaalarme sterren en heeft een massa tussen 10 en 100 miljoen zonsmassa's.